# 祖大壽
祖大壽（1579年—1656年），字复宇，原名祖天寿，遼東寧遠（今辽宁興城）人。明末將領，是遼陽副總兵祖承訓的兒子，也是吳襄的妻舅，吳三桂的舅父。自稱祖逖之後。

## 生平
世代為遼東望族，祖大壽、祖大樂、祖大弼三兄弟皆遼東將領，大壽最早是熊廷弼、王化貞的部將，後來隨孫承宗，以大寿佐参将金冠守岛。天启三年（1623年）主持修筑宁远城。天启六年（1626年）正月，努尔哈赤攻宁远，大寿佐袁崇焕等守城，大败之，以功升副总兵。天启七年（1627年）五月，皇太极再攻宁远，大寿、满桂率兵与清兵激战，六月，清军又败走，史稱「宁锦大捷」。崇祯元年（1628年）朝廷用袁崇焕督师辽东，賜尚方寶劍，六月，擢大寿为辽东前锋总兵，驻守锦州。后袁崇煥誅殺毛文龍，數月後清軍迂迴關寧錦防線從蒙古入塞南下，北京戒嚴，大寿从袁崇焕入卫京师。不久袁崇焕因皇太極的反間計下狱，大寿率部毁山海关東走，朝野震驚，是為己巳之變。崇祯帝命袁崇焕以书招回，孙承宗亦遣使抚慰，大寿得書，受其感召，全軍皆哭，奮勇殺敵，连克永平、迁安、滦州，遼左乃安。
崇祯四年（1631年）祖大壽筑大凌河城。八月，皇太极兵围大凌河，孫元化急令孔有德救之，至吳橋兵變，孔有德倒戈回山東，登州城陷；孫承宗派宋偉、吳襄兩將救援祖大壽，宋偉、吳襄兩將不和，在長山坡遭遇潰敗，錦州告急；祖大寿四次突围均失败，明军4万多、分两路出击，全军皆没。祖大寿堅守三月，城內糧食殆盡，乃殺馬而食之。馬盡，則殺民及老兵，遂粮尽而降。副將何可綱不從，祖大壽執之，於後金諸將前殺之。何可綱不變色，不出言，含笑而死。皇太極贈以御服黑狐帽、貂裘、雕鞍、白馬，後回锦州为内应。後负约，与清兵多次激战。崇祯十一年（1638年）祖大寿擊败多铎军，明廷擢为少傅左总督。崇桢十四年（1641年）七月，皇太极率师围锦州，崇禎即命薊遼總督洪承疇率軍十三萬以解錦州之圍，是為松錦之戰，但洪承疇兵敗被俘。崇禎十五年（1642年）锦州被困年餘，祖大寿粮尽援绝，遂再次降清。他曾經寫信勸其外甥吳三桂投降。吳三桂當時還沒有“衝冠一怒為紅顏”，這種勸降信自然毫無作用。清兵入關後祖大寿任總兵。顺治十三年（1656年）病卒於北京，葬于北京。

## 家庭
有子祖澤潤、祖澤溥、祖澤洪、祖澤清、祖澤汪（女祖氏与正黄旗汉军诗人李锴家族联姻），一個養子祖可法。後人祖世增，辛亥革命時殉清。

## 紀念
1919年，在天津做生意的英國皮貨商克拉虎氏，接受了加拿大皇家安大略博物館採購任務，採買一座明墓運回加拿大，當即有自稱祖大壽的後人聯繫賣墓事宜。1920年，他親自到豐台鐵匠營墓地現場經過考察，經博物館認可後，這才買下了這群石雕以及墓主人的八角形墳墓石雕壁，然後不遠萬里，通過輪船海運到加拿大皇家安大略博物館。